# Takayus yunohamensis
Takayus yunohamensis är en spindelart som först beskrevs av Friedrich Wilhelm Bösenberg och Embrik Strand 1906.  Takayus yunohamensis ingår i släktet Takayus och familjen klotspindlar. Inga underarter finns listade i Catalogue of Life.